# Franco Menichelli

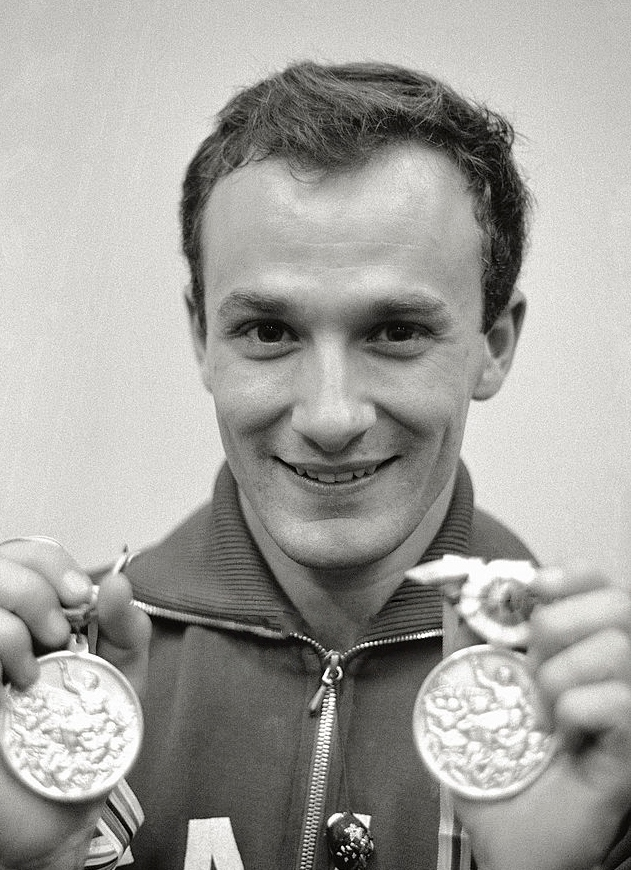

Franco Menichelli (né le 3 août 1941 à Rome) est un gymnaste italien. Champion olympique en 1964, il était l'un des rares gymnastes à pouvoir rivaliser avec les Russes et les Japonais dans les années 1960.

## Biographie
Menichelli s'entraînait dès 1958 sous la direction du champion olympique suisse Jack Günthard. À 19 ans, il prenait part aux  Jeux olympiques d'été de 1960 dans sa capitale, Rome. Il remportait de médailles de bronze, au sol et dans la compétition par équipes. Aux championnats d'Europe de 1961, il devenait champion d'Europe de l'exercice au sol et remportait deux autres médailles. En 1962, aux championnats du monde, il remportait le bronze au sol. En 1963, il défendait avec succès son titre au sol.
À Tokyo en 1964, il devenait champion olympique au sol et remportait l'argent aux anneaux et le bronze aux barres parallèles. Aux championnats d'Europe de 1965, il remportait l'or du concours individuel général, à la barre fixe, aux anneaux et devenait pour la troisième fois de suite champion d'Europe au sol. Deux ans plus tard, il obtenait l'argent au sol pour sa dernière médaille internationale. Blessé, il ne participa pas aux Jeux olympiques d'été de 1968.
Menichelli a été le premier gymnaste à porter des pantalons courts pour avoir une plus grande liberté de mouvement. Il est notamment réputé pour avoir présenté un nouvel élément au sol et un autre aux anneaux, qui portent son nom. Après la fin de sa carrière, il termina ses études de sport et devint, en 1972, entraîneur de l'équipe italienne.
Son frère, Giampaolo Menichelli, était footballeur professionnel à l'AS Rome et à la Juventus et il a participé à la coupe du monde de football de 1962 au Chili.

## Hommage
Le 7 mai 2015, en présence du président du Comité national olympique italien (CONI), Giovanni Malagò, a été inauguré  le Walk of Fame du sport italien dans le parc olympique du Foro Italico de Rome, le long de Viale delle Olimpiadi. 100 tuiles rapportent chronologiquement les noms des athlètes les plus représentatifs de l'histoire du sport italien. Sur chaque tuile figure le nom du sportif, le sport dans lequel il s'est distingué et le symbole du CONI. L'une de ces tuiles lui est dédiée .

## Palmarès

### Jeux olympiques
- Rome 1960
  -  médaille de bronze par équipes
  - 10e au concours général individuel

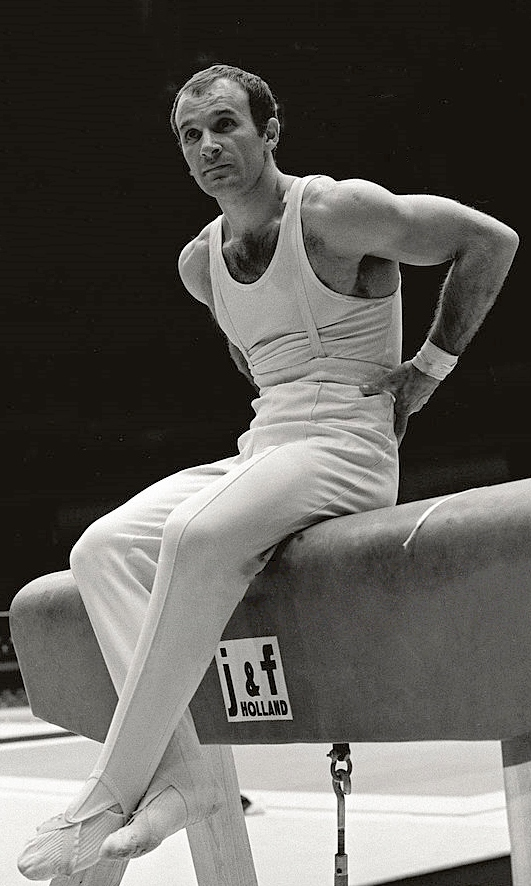

  -  médaille de bronze au sol
- Tokyo 1964
  - 4e au concours par équipes
  - 5e au concours général individuel
  -  médaille de bronze aux barres parallèles
  -  médaille d'argent aux anneaux
  -  médaille d'or au sol
- Mexico 1968
  - forfait sur blessure

### Championnats du monde
- Prague 1962
  -  médaille de bronze au sol
- Dortmund 1966
  -  médaille de bronze au sol
  -  médaille de bronze aux anneaux

### Championnats d'Europe
- Luxembourg 1961
  - 4e au concours général individuel
  -  médaille d'argent au saut de cheval
  -  médaille de bronze aux barres parallèles
  -  médaille d'or au sol
  - 5e aux anneaux
- Belgrade 1963
  -  médaille de bronze aux barres parallèles
  -  médaille d'or au sol
  - 4e aux anneaux
- Anvers 1965

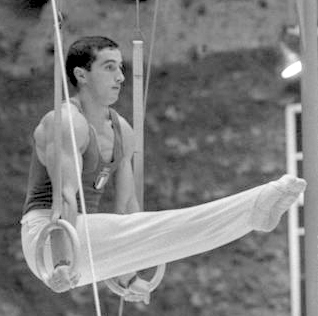

  -  médaille d'or au concours général individuel
  -  médaille d'argent aux barres parallèles
  -  médaille d'or à la barre fixe
  -  médaille d'or au sol
  -  médaille d'or aux anneaux
- Tampere 1967
  -  médaille de bronze au concours général individuel
  -  médaille d'argent aux barres parallèles
  -  médaille de bronze à la barre fixe

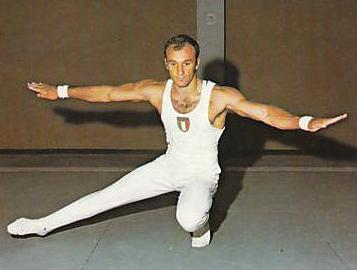

  -  médaille d'argent au sol
  - 6e aux anneaux